# Ben Johnson (actor)
Ben Johnson (13 de juny de 1918, Shidler, Oklahoma - 8 d'abril de 1996, Mesa, Arizona) va ser un actor estatunidenc.
Ben Johnson va començar la seva carrera a Hollywood com a doble. Va ser descobert per John Ford, amb segons papers, alguns molt interessants, com a La legió invencible o a Rio Grande, abans d'obtenir un "primer paper" a Wagon Master, sempre de Ford. Va continuar llavors una carrera prolífica que va continuar marcada pel western.
Per a la seva contribució a la indústria del cinema, Ben Johnson té una estrella al 7083 del Passeig de la Fama de Hollywood.

## Biografia
Treballava en un ranxo i solia actuar en rodeos quan el productor Howard Hughes el va contractar el 1940 per portar uns cavalls a Califòrnia. A partir d'aquest moment, es va dedicar a treballar per al cinema com a especialista i doble d'actors com John Wayne, James Stewart i Gary Cooper. Llavors el director John Ford es va fixar en ell i li va donar un paper protagonista en Wagonmaster (1950). Va abandonar Hollywood el 1953 per tornar a l'escena, però el cinema pagava millor i era menys arriscat, així que va tornar al cinema per completar una carrera que comprèn més de 300 pel·lícules.
Conegut principalment pels seus westerns, d'entre la llarga llista es poden destacar els dirigits per John Ford, com La legió invencible (1949) i Rio Grande (1950), els filmats en la dècada dels 60 per Sam Peckinpah, com Major Dundee (1965) i Grup salvatge (1969).
Va rebre l'Oscar el 1972 al millor actor secundari pel seu paper en L'última projecció de Peter Bogdanovich, film que casualment no pertany al gènere del western. També amb Sam Peckinpah va rodar La fugida i Junior Bonner, ambdues amb Steve McQueen, així com Boja evasió, un dels primers treballs de Steven Spielberg, i Mossega la bala, de Richard Brooks.
Va seguir treballant en pel·lícules com El tren del terror (1980), de Roger Spottiswoode, fins a la seva defunció l'any 1996.
Va estar casar amb Carol Elaine Jones més de cinquanta anys.

## Filmografia
Les seves pel·lícules més destacades són
- 1939: The Fighting Gringo: Mexican Barfly
- 1943: Fora de la llei (The Outlaw)
- 1943: Bordertown Gun Fighters: Messenger
- 1944: Ell i la seva enemiga (Tall in the Saddle): Townsman
- 1944: Nevada: Saloon Patron
- 1945: Corpus Christi Bandits: 2n conductor
- 1945: The Naughty Nineties: Entrenador
- 1946: Badman's Territory: Diputat
- 1948: The Gallant Legion: Ranger de Texas
- 1948: Three Godfathers: Home 1
- 1949: El gran goril·la (Mighty Joe Young): Gregg
- 1949: La legió invencible (She Wore a Yellow Ribbon): Sergent Tyree
- 1950: Wagonmaster (Wagon Master): Travis Blue
- 1950: Rio Grande: Trooper Travis Tyree
- 1951: Fort Defiance: Ben Shelby
- 1952: Wild Stallion: Dan Light
- 1953: Arrels profundes (Shane): Chris Calloway
- 1955: Oklahoma: Wrangler
- 1956: Rebel in Town: Frank Mason
- 1957: War Drums: Luke Fargo
- 1957: Slim Carter: Montana Burriss
- 1958: Fort Bowie: Capt. Thomas Thompson
- 1960: Ten Who Dared: George Bradley
- 1961: Un tipus dur (One-Eyed Jacks): Bob Amory
- 1961: Tomboy and the Champ: Oncle Jim
- 1964: Cheyenne Autumn: Trooper Plumtree
- 1965: Major Dundee: Sergent Chillum
- 1966: The Rare Breed: Jeff Harter
- 1967: L'hora de les pistoles (Hour of the Gun): Home contractat per Clanton per $50
- 1968: Will Penny: Alex
- 1968: Pengem-los ben amunt (Hang 'Em High): Marshal Dave Bliss
- 1969: Grup salvatge (The Wild Bunch): Tector Gorch
- 1969: The Undefeated: Short Grub
- 1970: Chisum: James Pepper
- 1971: The Bull Of The West (TV): Spinner
- 1971: L'última projecció (The Last Picture Show): Sam el Lleó
- 1972: Corky: Boland
- 1972: Junior Bonner: Buck Roan
- 1972: La fugida (The Getaway): Jack Beynon
- 1973: Els lladres de trens (The Train Robbers): Jesse
- 1973: The Red Pony (TV): Jess Taylor
- 1973: Dillinger: Melvin Purvis
- 1973: Kid Blue: Xèrif 'Mean John' Simpson
- 1973: Runaway! (TV): Holly Gibson
- 1973: Blood Esport (TV): Dwayne Birdsong
- 1974: Boja evasió (The Sugarland Express): Capità Harlin Tanner
- 1974: Locusts (TV): Amos Fletcher
- 1975: Mossega la bala (Bite the Bullet): Mister
- 1975: Nevada Exprés (Breakheart Pass): Pearce
- 1975: Hustle: Marty Hollinger
- 1976: The Town That Dreaded Sundown: Capità J.D. Morales
- 1976: The Savage Bees (TV): Xèrif Donald McKew
- 1977: La història de Cassius Clay (The Greatest): Hollis
- 1977: Grayeagle: John Colter
- 1978: L'eixam (The Swarm): Felix
- 1979: The Sacketts (TV): Cap Roundtree
- 1980: Soggy Bottom, USA: Isum Gorch
- 1980: Wild Times (TV): Doc Bogardus
- 1980: Caçador a sou (The Hunter): Xèrif Strong
- 1980: El tren del terror (Terror Train): Rossí, conductor del tren
- 1981: Ruckus: Mr. Sam Bellows
- 1982: Tex: Cole Collins
- 1982: The Shadow Riders (TV): Oncle 'Black Jack' Traven
- 1984: Champions: Burly Cocks
- 1984: Aurora roja (Red Dawn): Mason
- 1985: Wild Horses (TV): Bill Ward
- 1986: Trespasses: August Klein
- 1986: Dream West (fulletó Tv): Jim Bridger
- 1986: Let's Get Harry: Harry Burck Sr.
- 1987: Androide 2000 (Cherry 2000): Jake 'Sis Dits
- 1988: Stranger on My Land (TV): Vern Whitman
- 1988: Dark Before Dawn: El xèrif
- 1989: The Last Ride
- 1990: Back to Back: Eli Hix
- 1991: The Chase (TV): Laurienti
- 1991: My Heroes Have Always Been Cowboys: Jesse Dalton
- 1992: Radio Flyer: Geronimo Bill
- 1993: Bonanza: The Return (TV): Bronc Evans
- 1994: The Outlaws: Legend of O.B. Taggart
- 1994: Joc d'àngels (Angels in the Outfield): Hank Murphy
- 1995: Bonanza: Under Attack (TV): Bronc Evans
- 1996: Ruby Jean and Joe (TV): Big Man
- 1996: La força de la tendresa. La història continua (The Evening Star): Arthur Cotton

## Premis
- Oscar al millor actor secundari el 1972 per a L'última projecció
- Globus d'Or al millor actor secundari el 1972 per a L'última projecció
- BAFTA al millor actor secundari el 1973 per a L'última projecció